# Tommy Lee Wallace
Tommy Lee Wallace (Somerset, 6 september 1949) is een Amerikaanse filmregisseur, scriptschrijver en filmproducent.
Hij begon zijn carrière in de filmindustrie in 1976 toen hij werkte als geluidseffecten-editor en artdirector op Assault on Precinct 13, geregisseerd door zijn oude vriend John Carpenter met wie hij eerder had gewerkt in de low budget sciencefiction-komedie Dark Star uit 1974. In 1978 diende hij als productie-designer en co-editor van Halloween, dat eveneens door Carpenter werd geregisseerd. Hij volgde zijn werk als editor en productiedesigner voor Halloween door in dezelfde capaciteit voor de volgende film van Carpenter, The Fog te dienen.
Voor Halloween 2 bood John Carpenter, die als componist en producer diende, de regie aan Wallace. Na een zorgvuldige beraadslaging bedankte Wallace voor deze functie onder teleurstelling met het script. Wallace heeft echter, Halloween III: Season of the Witch geschreven en geregisseerd.
Wallace bleef schrijven en regisseren. In 1988 heeft hij het vervolg Fright Night II mede geschreven en geregisseerd. In 1990 diende hij als schrijver en regisseur van de voor tv gemaakte miniserie It, dat werd gebaseerd op de roman van Stephen King. In 2002 regisseerde hij Vampires: Los Muertos, een vervolg op de door John Carpenter geregisseerde film Vampires uit 1998.